# Сэтцу (линейный корабль)
«Сэтцу» (яп. 摂津, англ. Settsu, в некоторых русскоязычных источниках «Сетцу») — японский линкор, второй и последний линкор типа «Кавати». Построен на военной верфи в Йокосуке, спущен на воду в 1911 году, введен в строй в 1912 году. Назван в честь исторической провинции Сэтцу (часть территории современной префектуры Осака).
Отличался от однотипного «Кавати» по силуэту корпуса: у «Сэтцу» атлантический штевень, у «Кавати» — прямой.
«Сэтцу» был частью кораблестроительной программы 1907 года; Япония собиралась построить в общей сумме восемь новых дредноутов на случай конфликта с Россией или США (см. программа «восемь-восемь»). Орудия для носовой и кормовой башни (305 мм/50 калибров) были заказаны у английской фирмы Armstrong Whitworth, а паровые турбины «Curtis» построены в Японии по лицензии.
В Первой мировой войне «Сэтцу» патрулировал Желтое и Южно-Китайское море, принял участие в осаде Циндао.
По условиям Вашингтонского морского соглашения, в 1922 году на верфи Курэ с «Сэтцу» сняли вооружение. В 1924 году линкор был выведен из состава флота и превращен в хорошо бронированный корабль-мишень. В 1937—38 на «Сэтцу» установлено дистанционное управление по радио; кораблем-мишенью управляли с пульта на эсминце «Юкадзэ».
Во время Второй мировой войны на бывший линкор снова установили вооружение — 25-мм зенитные пушки для защиты от вражеской авиации. Тем не менее, 24 июля 1945 года «Сэтцу» был потоплен американским самолётом. В 1947 году поднят со дна и разобран на металл.